# Ali Kemal Özcan
Ali Kemal Özcan, född 20 maj 1959, är en turkisk sociolog från Dersim i Turkiet. Han har studerat i England, har skrivit böcker på både engelska och turkiska, och är verksam vid Universitetet i Munzur. Özcan har bland annat skrivit om PKK.